# János Kádár
János Kádár, född som János József Czermanek 26 maj 1912 i Rijeka, Kroatien, död 6 juli 1989 i Budapest, Ungern, var generalsekreterare i Ungerns socialistiska arbetarparti och landets ledare från Ungernrevolten 1956 till 1988. Han var också ordförande i Folkrepubliken Ungerns ministerråd mellan 1956 och 1958 samt mellan 1961 och 1965. Han var, näst efter Bulgariens Todor Zjivkov, den av östblockets kommunistiska ledare som satt längst tid vid makten.

## Biografi
Kádár hoppade av skolan som 14-åring och började arbeta som mekaniker. 1928 kom han på allvar i kontakt med marxismen för första gången och 1931 gick han med det ungerska kommunistpartiet. Trots sin unga ålder steg han snabbt i graderna inom partiapparaten och i mitten av 1930-talet var han en av de mäktigaste inom kommunistpartiet. Under Miklós Horthys diktatur satt han fängslad flera gånger men förblev en viktig ledare inom partiet; 1943–1944 var han även kommunistpartiets generalsekreterare.
Efter andra världskrigets slut 1945 fortsatte Kádár att vara en viktig och inflytelserik person inom kommunistpartiet och innehade flera höga poster inom partiets administration. Han var bland annat chef för partiets medlemsregistrering och utformade personligen kommunistpartiets medlemskort. Kommunistpartiets misslyckande med att få egen majoritet i valet 1945 försvagade tillfälligt hans ställning inom partiet, men han hämtade sig snart och blev bland annat invald i partiets nybildade politbyrå senare samma år; 1948–1950 var han även inrikesminister. Kádár var ingen renodlad stalinist utan förespråkade istället ett mindre repressivt styre och var en av få inom kommunistpartiet som redan från början ställde sig öppet kritisk till stalinismen, vilket medförde att han i samband med Folkrepubliken Ungerns bildande 1949 på allvar kom på kant med den då styrande stalinistiska falangen inom det nybildade Ungerska arbetarpartiet, lett av Mátyás Rákosi och Ernő Gerő. 
På grund av sin kritik mot framförallt Ungerns ledare Mátyás Rákosi föll han offer för dennes utrensningar inom partiet. 1951 greps han och dömdes till livstids fängelse i en skenrättegång efter att först ha utsatts för svår tortyr. Han satt tre år i isoleringscell innan han frigavs 1954 på order av den liberale och reformvänlige Imre Nagy som tagit över makten sedan Rákosis maktställning försvagats avsevärt efter Stalins död. I samband med Ungernrevoltens utbrott 1956 spelade Kádár en avgörande roll i omorganiseringen av Ungerska arbetarpartiet till Ungerns socialistiska arbetarparti och utsågs till dess förste generalsekreterare; han blev även statssekreterare i Imre Nagys nya regering. Inledningsvis stödde han revolten, men efter att Nagy deklarerat Ungerns utträde ur Warszawapakten bytte han sida och började istället stödja en sovjetisk intervention. Efter att revolten krossats blev han i egenskap av partiets generalsekreterare, och med stöd från Sovjetunionen, landets nye de facto ledare.
Som Ungerns nye ledare återupprättade Kádár folkdemokratin och visade inledningsvis samma auktoritära tendenser som sina föregångare med ett mycket repressivt styre. Under 1960-talet ändrades hans styre dock radikalt och han började istället införa en rad liberaliseringsreformer på flera olika områden i det ungerska samhället. Den mest kända av hans reformer var de liberaliseringar av ekonomin och näringslivet, kallade "den nya ekonomiska linjen", som innebar införandet av marknadssocialism – den gamla planekonomin övergavs i praktiken helt. Som en del av reformerna ingick han även handelsavtal med flera länder i väst och tog lån från bland annat Västtyskland och Frankrike. Stimulerandet av ekonomin innebar att Ungern länge hade bland de mest välskötta statsfinanserna i hela östblocket. 1970-talet och de första åren av 1980-talet präglades av stabilitet och tillväxt. Utrikespolitiskt var Kádár obrutet lojal mot Sovjetunionen; han var starkt kritisk mot Warszawapaktens invasion av Tjeckoslovakien 1968, men deltog ändå i den med ungerska trupper. 
I mitten av 1980-talet började dock ekonomin att stagnera och allt starkare krav på ökad frihet kom från befolkningen. Kádárs oförmåga att hantera utvecklingen och det faktum att han led av sviktande hälsa gjorde att han tvingades avgå som generalsekreterare 1988. Under återstoden av sitt liv levde han ett tillbakadraget liv och höll sig borta från politiken. Han avled den 6 juli 1989, 77 år gammal.

### Webbkällor
- János Kádár Spartacus Educational